# Tugurige (socken i Kina, lat 40,30, long 108,88)
Tugurige (kinesiska: 图古日格, 图古日格苏木) är en socken i Kina. Den ligger i den autonoma regionen Inre Mongoliet, i den norra delen av landet, omkring 240 kilometer väster om regionhuvudstaden Hohhot.
Genomsnittlig årsnederbörd är 426 millimeter. Den regnigaste månaden är juli, med i genomsnitt 124 mm nederbörd, och den torraste är januari, med 1 mm nederbörd.